# UEFA Europa League 2012-2013
UEFA Europa League 2012-2013 a fost al patruzeci și doilea sezon al celei de a doua competiții de fotbal organizate de UEFA și cel de-al patrulea sezon al competiției de la schimbarea denumirii în „UEFA Europa League”. Finala a avut loc în ziua de 15 mai 2013 pe Amsterdam Arena din Amsterdam, Țările de Jos, iar trofeul a fost adjudecat de Chelsea FC, care a trecut în finală de Benfica Lisabona.
Pentru ediția 2012-13, s-au efectuat două schimbări față de ediția anterioară 2011-12:
- Câștigătoarele cupei din primele 6 campionate s-au fi calificat direct în grupele UEFA Europa League.[2] Această alocare a locurilor are un impact direct asupra turneului de calificare și vor fi făcute modificări pentru a adapta turneul la aceste schimbări.[3]
- Etapele a 5-a și a 6-a nu au mai avut loc în săptămâni separate față de meciurile de Liga Campionilor, ci s-au jucat în aceleași săptămâni cu etapele 5 și 6.[4]

## Alocarea echipelor asociațiilor
Un total de 193 de echipe din 53 asociații UEFA sunt așteptate să participe în Europa League 2012-13.Asociațiile au alocate locurile în conformitate cu Coeficientul UEFA al țării în 2011,care ia în considerare performanța lor în intervalul 2006-07 și 2010-11.
Dedesubt este schema calificărilor pentru UEFA Europa League 2012-13:
- Asociațiile 1-6 au fiecare 3 echipe calificate
- Asociațiile 7-9 au fiecare 4 echipe calificate
- Asociațiile 10-51 au fiecare 3 echipe calificate, exceptând Liechtenstein care are doar o singură echipă,(Liechtenstein are doar turneu de cupă nu și campionat)
- Asociațiile 52-53 au fiecare 2 echipe calificate
- Liechtenstein are o echipă calificată (deoarece ei organizează doar o cupă locală , nu și turneul de ligă)
- Primele 3 asociații în clasamentul UEFA Fair Play pe sezonul 2011-12 primesc un loc adițional
- În plus, 32 de echipe eliminate din Liga Campionilor 2012-2013 sunt transferate în Europa League (e cu una mai puțin decât în mod obișnuit deoarece Tottenham Hotspur nu va participa la faza de calificare a non-campionilor din UCL din cauza că Chelsea a câștigat  Liga Campionilor 2011-12)

### Clasamentul federațiilor
| Locul | Federație  | Coef.  | Echipe | Note   |
| ----- | ---------- | ------ | ------ | ------ |
| 1     | Anglia     | 85.785 | 3      |        |
| 2     | Spania     | 82.329 | 3      |        |
| 3     | Germania   | 69.436 | 3      |        |
| 4     | Italia     | 60.552 | 3      |        |
| 5     | Franta     | 53.678 | 3      |        |
| 6     | Portugalia | 51.596 | 3      |        |
| 7     | Rusia      | 44.707 | 4      |        |
| 8     | Ucraina    | 43.883 | 4      |        |
| 9     | Olanda     | 40.129 | 4      | +1(FP) |
| 10    | Turcia     | 35.050 | 3      |        |
| 11    | Grecia     | 34.166 | 3      |        |
| 12    | Danemarca  | 30.550 | 3      |        |
| 13    | Belgia     | 27.000 | 3      |        |
| 14    | România    | 25.824 | 3      |        |
| 15    | Scoția     | 25.141 | 3      |        |
| 16    | Elveția    | 24.900 | 3      |        |
| 17    | Israel     | 22.000 | 3      |        |
| 18    | Cehia      | 20.850 | 3      |        |

| Rank | Association           | Coeff. | Teams | Notes  |
| ---- | --------------------- | ------ | ----- | ------ |
| 19   | Austria               | 20.700 | 3     |        |
| 20   | Cipru                 | 18.124 | 3     |        |
| 21   | Bulgaria              | 17.875 | 3     |        |
| 22   | Croația               | 16.124 | 3     |        |
| 23   | Belarus               | 16.083 | 3     |        |
| 24   | Polonia               | 15.916 | 3     |        |
| 25   | Slovacia              | 14.499 | 3     |        |
| 26   | Norvegia              | 14.375 | 3     | +1(FP) |
| 27   | Serbia                | 14.250 | 3     |        |
| 28   | Suedia                | 14.125 | 3     |        |
| 29   | Bosnia și Herzegovina | 9.124  | 3     |        |
| 30   | Finlanda              | 8.966  | 3     | +1(FP) |
| 31   | Irlanda               | 8.708  | 3     |        |
| 32   | Ungaria               | 8.500  | 3     |        |
| 33   | Moldova               | 7.749  | 3     |        |
| 34   | Lituania              | 7.708  | 3     |        |
| 35   | Letonia               | 7.415  | 3     |        |
| 36   | Georgia               | 6.957  | 3     |        |

| Rank | Association     | Coeff. | Teams | Notes |
| ---- | --------------- | ------ | ----- | ----- |
| 37   | Azerbaijan      | 6.165  | 3     |       |
| 38   | Slovenia        | 6.124  | 3     |       |
| 39   | Macedonia       | 5.207  | 3     |       |
| 40   | Islanda         | 4.957  | 3     |       |
| 41   | Kazakhstan      | 4.374  | 3     |       |
| 42   | Liechtenstein   | 4.000  | 1     |       |
| 43   | Muntenegru      | 3.875  | 3     |       |
| 44   | Albania         | 3.874  | 3     |       |
| 45   | Estonia         | 3.791  | 3     |       |
| 46   | Țara Galilor    | 2.790  | 3     |       |
| 47   | Armenia         | 2.583  | 3     |       |
| 48   | Malta           | 2.416  | 3     |       |
| 49   | Irlanda de Nord | 2.249  | 3     |       |
| 50   | Insulele Feroe  | 1.416  | 3     |       |
| 51   | Luxembourg      | 1.374  | 3     |       |
| 52   | Andorra         | 1.000  | 2     |       |
| 53   | San Marino      | 0.916  | 2     |       |

Note
- (FP): Echipă adițională în baza fair play (Olanda, Norvegia și Finlanda)[6]
- (UCL): Echipele adiționale transferate din Liga Campionilor

### Distribuția
Având în vedere următoarele motive, modificările aduse sistemului de alocare implicită a trebuit să fie:
- Câștigătoarea UEFA Europa League 2011-2012, Atlético Madrid, are un loc garantat în faza grupelor ca deținătoare a titlului, deoarece nu s-a calificat pentru Liga Campionilor 2012-13. Cu toate acestea, de asemenea, calificându-se pentru faza grupelor Europa League, prin performanța din competițiile interne, datorită că au terminat pe poziția 5 în La Liga 2011-12 și Barcelona deja calificată în Liga Campionilor a câștigat Copa del Rey 2011-12. Ca rezultat, acest loc în faza grupelor a devenit vacant.
- Doar 14 echipe eliminate (în loc de 15) din al treilea tur preliminar al Liga Campionilor 2012-13 au intrat în Europa League play-off.

Următoarele modificări la sistemul de alocare implicit s-au făcut în scopul de a completa aceste locuri vacante:
- Câștigătoarea cupei interne a asociației 7 (Rusia) a fost promovate din etapa play-off în faza grupelor.
- Câștigătoarele cupelor interne a asociațiilor 16 și 17 (Elveția și Israel) au fost promovate din a treia rundă de calificare în faza play-off.
- Câștigătoarele cupelor interne a asociațiilor 19 și 20 (Austria și Cipru) au fost promovate din al doilea tur de calificare în al trelea.
- Câștigătoarele cupelor interne a asociațiilor 33, 34, 35 și 36 (Republica Moldova, Lituania, Letonia și Georgia) au fost promovate din prima rundă de calificare în a doua.

|                                            | Echipele care intră în această rundă | Echipele care avansează din runda precedentă         | Echipele transferate din Liga Campionilor                                        |
| ------------------------------------------ | --- | ---------------------------------------------------- | -------------------------------------------------------------------------------- |
| Prima rundă de calificare (74 de echipe)   | - 17 de câștigătoare de cupă din asociațiile 37-53 - 25 de vicecampioane din asociațiile 28-53 (exceptând Liechtenstein) - 29 de echipe clasate pe locul 3 din asociațiile 22-51 (exceptând Liechtenstein) - 3 echipe calificate prin clasamentul Fair Play                                                                      |                                                      |                                                                                  |
| A doua rundă de calificari (80 de echipe)  | - 16 câștigătoare de cupă din asociațiile 21-36 - 12 finaliste de cupă din asociațiile 16–27 - 6 echipe clasate pe locul 3 din asociațiile 16–21 - 6 echipe clasate pe locul 4 din asociațiile 10–15 - 3 echipe clasate pe locul 5 din asociațiile 7–9                                                                           | - 37 de câștigătoare din prima rundă de calificare   |                                                                                  |
| A treia rundă de calificări (58 de echipe) | - 3 câștigătoare de cupă din asociațiile 18–20 - 6 echipe clasate pe locul 3 din asociațiile 10–15 - 3 echipe clasate pe locul 4 din asociațiile 7–9 - 3 echipe clasate pe locul 5 din asociațiile 4–6 (câștigătoarea Cupei Ligii Franței) - 3 echipe clasate pe locul 6 din asociațiile 1–3 (câștigătoarea Cupei Ligii Angliei) | - 40 de câștigătoare din a doua rundă de calificări  |                                                                                  |
| Runda Play-off (62 de echipe)              | - 10 câștigătoare de cupă din asociațiile 8–17 - 3 echipe clasate pe locul 3 din asociațiile 7–9 - 3 echipe clasate pe locul 4 din asociațiile 4–6 - 3 echipe clasate pe locul 5 din asociațiile 1–3 | - 29 de câștigătoare din runda a treia de calificări | - 14 echipe eliminate din runda a treia preliminară a Liga Campionilor 2012-2013 |
| Faza Grupelor (48 de echipe)               | - Deținătoarea titlului(câștigătoarea a UEFA Europa League 2011–2012) - 6 câștigătoare de cupă din asociațiile 1-6 | - 31 câștigătoare din runda play-off                 | - 10 echipe eliminate din play-off-ul Liga Campionilor 2012-2013                 |
| Faza eliminatorie (32 de echipe)           | | - 12 câștigătoare de grupe - 12 locuri 2 din grupe   | - 8 locuri 3 din grupele Liga Campionilor 2012-2013                              |

### Reguli de repartizare
Un loc de Europa League  este vacant atunci când o echipă se califică atât pentru Liga Campionilor cât și pentru  Europa League, sau se califica pentru Europa League prin mai mult de o metodă. Când un loc este vacant, acesta este redistribuit în cadrul Asociației Naționale de următoarele reguli:
- În cazul în care câștigătoarea cupei interne(considerat "cel mai înalt plasat" calificant în cadrul asociației naționale) se califică, de asemenea, pentru Liga Campionilor, locul lor de Europa Liga este liber, iar limita numărului de echipe calificate pentru  preliminariile Europa League sunt mutate cu un loc, cu ultimul loc(prima rundă de calificare), luat de finalista cupei interne, cu condiția ca acestea să nu se califica deja pentru Liga Campionilor sau Europa League. În caz contrar, acest loc este acordat acelei echipe din ligă care e mai bine plasată, însă necalificată pentru Europa League.
- În cazul în care câștigătorea cupei interne beneficiază de loc pentru Europa League,și prin poziția de Ligă, locul lor  de poziție de ligă este eliberat,și este acordat acelei echipe din ligă care e mai bine plasată, însă necalificată pentru Europa League.
- Un loc eliberat de către câștigătoarea Cupei Ligii ,este obținut de către cea mai bine plasată echipă din ligă, care nu s-a încă calificat pentru Europa League.
- Un loc Fair Play este luat de către echipa de cea mai bine clasată în tabelul intern Fair Play, care nu s-a calificat pentru Liga Campionilor sau Europa League.

### Echipele
Etichetele din paranteze prezintă cum fiecare echipă s-a calificat pentru locul din runda de unde începe:
- TH: Deținătoarea titlului
- CW: Câștigătoarea de cupă
- CR: Finalista cupei
- LC: Câștigătoarea cupei ligii
- Nth: Poziția în campionat
- P-W: Play-off intern(câștigătoare sau poziție)
- FP: Fair play
- UCL: Venită din Liga Campionilor
  - GS: Locul 3 din grupe
  - PO: Învinsă în play-off
  - Q3: Învinsă în turul 3 preliminar

| Șaisprezecimi                 | Șaisprezecimi                | Șaisprezecimi                | Șaisprezecimi                     |
| ----------------------------- | ---------------------------- | ---------------------------- | --------------------------------- |
| Dinamo Kiev (UCL GS)          | Olympiacos (UCL GS)          | Zenit St. Peterburg (UCL GS) | Ajax (UCL GS)                     |
| Chelsea (UCL GS)              | BATE Borisov (UCL GS)        | Benfica (UCL GS)             | CFR Cluj (UCL GS)                 |
| Faza grupelor                 |                              |                              |                                   |
| Atlético Madrid (TH)          | Académica (CW)               | AEL Limassol (UCL PO)        | Borussia Mönchengladbach (UCL PO) |
| Tottenham Hotspur (4)Note ENG | Rubin Kazan (CW)             | Maribor (UCL PO)             | Copenhaga (UCL PO)                |
| Bayer Leverkusen (5)          | Basel (UCL PO)               | Udinese (UCL PO)             |                                   |
| Napoli (CW)                   | Helsingborg (UCL PO)         | Fenerbahçe (UCL PO)          |                                   |
| Lyon (CW)                     | Ironi Kiryat Shmona (UCL PO) | Panathinaikos (UCL PO)       |                                   |
| Runda playoff                 |                              |                              |                                   |
| Newcastle United (5)          | PSV Eindhoven (CW)           | Hapoel Tel Aviv (CW)         | Neftchi Baku (UCL Q3)             |
| Levante (6)                   | AZ (4)                       | F91 Dudelange (UCL Q3)       | Partizan (UCL Q3)                 |
| Stuttgart (6)                 | Trabzonspor (3)              | Debrecen (UCL Q3)            | Vaslui (UCL Q3)                   |
| Lazio (4)                     | Atromitos (4)Note GRE        | Slovan Liberec (UCL Q3)      | Motherwell (UCL Q3)               |
| Bordeaux (5)                  | Midtjylland (3)              | Ekranas (UCL Q3)             | Club Brugge (UCL Q3)              |
| Sporting CP (4)               | Lokeren (CW)                 | Śląsk Wrocław (UCL Q3)       | Feyenoord (UCL Q3)                |
| ȚSKA Moscova (3)              | Dinamo București (CW)        | Sheriff Tiraspol (UCL Q3)    |                                   |
| Metalist Kharkiv (3)          | Heart of Midlothian (CW)     | HJK (UCL Q3)                 |                                   |
| Dnipro Dnipropetrovsk (4)     | Luzern (2)                   | Molde (UCL Q3)               |                                   |
| Al treilea tur preliminar     |                              |                              |                                   |
| Liverpool (LC)                | Marítimo (5)                 | PAOK (5)Note GRE             | Sparta Prague (2)Note CZE         |
| Athletic Bilbao (CR)          | Dynamo Moscova (4)           | Horsens (4)                  | Rapid Viena (2)                   |
| Hannover 96 (7)               | Arsenal Kyiv (5)             | Genk (3)                     | Omonia (CW)                       |
| Internazionale (6)            | Heerenveen (5)               | Steaua București (3)         |                                   |
| Marseille (LC)                | Bursaspor (5)Note TUR        | Dundee United (4)Note SCO    |                                   |
| Al doilea tur preliminar      |                              |                              |                                   |
| Anzhi Makhachkala (5)         | Bnei Yehuda (3)              | Hajduk Split (2)             | Vojvodina (3)                     |
| Metalurh Donetsk (CR)         | Maccabi Netanya (4)          | Slaven Belupo (3)            | AIK (2)                           |
| Vitesse (P-W)                 | Viktoria Plzeň (3)           | Naftan Novopolotsk (CW)      | Široki Brijeg (2)                 |
| Eskișehirspor (6)Note TUR     | Mladá Boleslav (4)Note CZE   | Shakhtyor Salihorsk (2)      | Inter Turku (2)                   |
| Asteras Tripolis (6)Note GRE  | Admira Wacker Mödling (3)    | Legia Warsaw (CW)            | Sligo Rovers (CW)                 |
| AGF (5)                       | Ried (CR)                    | Ruch Chorzów (2)             | Videoton (2)                      |
| Gent (P-W)                    | APOEL (2)                    | Spartak Trnava (2)           | Milsami Orhei (CW)                |
| Rapid București (4)           | Anorthosis (4)               | Slovan Bratislava (3)        | Žalgiris Vilnius (CW)             |
| St. Johnstone (6)Note SCO     | CSKA Sofia (2)               | Aalesund (CW)                | Skonto (CW)                       |
| Young Boys (3)                | Levski Sofia (3)             | Tromsø (2)                   | Dila Gori (CW)                    |
| Servette (4)                  | Lokomotiv Plovdiv (CR)       | Steaua Roșie Belgrad (CW)    |                                   |
| Primul tur preliminar         |                              |                              |                                   |
| Osijek (CR)                   | Šiauliai (4)                 | Aktobe (3)                   | Floriana (4)                      |
| Gomel (3)                     | Liepājas Metalurgs (2)       | Eschen/Mauren (CW)           | Portadown (2)                     |
| Lech Poznań (4)               | Daugava Daugavpils (3)       | Čelik Nikšić (CW)            | Cliftonville (3)                  |
| Senica (CR)                   | Metalurgi Rustavi (2)        | Rudar Pljevlja (2)           | Crusaders (CR)                    |
| Rosenborg (3)                 | Torpedo Kutaisi (3)          | Zeta (3)                     | EB/Streymur (CW)                  |
| Jagodina (4)                  | Baku (CW)                    | Tirana (CW)                  | Víkingur (3)                      |
| Elfsborg (3)                  | Khazar Lankaran (2)          | Teuta Durrës (2)             | NSÍ Runavík (4)                   |
| Kalmar FF (CR)                | Inter Baku (3)               | Flamurtari Vlorë (4)         | Jeunesse Esch (2)                 |
| Borac Banja Luka (3)          | Olimpija Ljubljana (2)       | Levadia Tallinn (CW)         | Grevenmacher (3)                  |
| Sarajevo (4)                  | Mura 05 (3)                  | Nõmme Kalju (2)              | Differdange 03 (4)                |
| JJK (3)                       | Celje (CR)                   | Narva Trans (3)              | FC Santa Coloma (CW)              |
| KuPS (CR)                     | Renova (CW)                  | Bangor City (2)              | UE Santa Coloma (3)               |
| St. Patrick's Athletic (4)    | Metalurg Skopje (2)          | Llanelli (P-W)               | La Fiorita (CW)                   |
| Bohemians (5)Note IRL         | Shkëndija (3)                | Cefn Druids (CR)             | Libertas (2)                      |
| Honvéd (4)Note HUN            | FH (2)                       | Shirak (CW)                  | Stabæk (FP)                       |
| MTK Budapest (CR)             | ÍBV (3)                      | Gandzasar (2)                | MYPA (FP)                         |
| Dacia Chișinău (2)            | Þór Akureyri (CR)            | Pyunik (3)                   | Twente (FP)                       |
| Zimbru Chișinău (3)           | Ordabasy (CW)                | Hibernians (CW)              |                                   |
| Sūduva Marijampolė (3)        | Zhetysu (2)                  | Birkirkara (3)               |                                   |

Notes
- Republica Cehă (CZE): SK Sigma Olomouc, câștigătoarea Czech Republic Football Cup 2011–12 , trebuiau să înceapă  din runda a 3-a de calificare a Ligii Europa, dar UEFA a penalizat-o pentru implicarea într-un scandal de corcorupție.[10] În rezultat,Sparta Praga, a doua echipă clasată în Gambrinus Liga 2011–12, va începe parcursul în Europa League din runda a 3-a de calificare în loc de a 2-a, și Mladá Boleslav, a 4-a clasată din ligă, va lua unul din locurile Cehiei în Europa League în a doua rundă de calificare.
- Anglia (ENG): Tottenham Hotspur, a 4-a clasată în Premier League 2011–12, trebuiau să participe în  Liga Campionilor 2012-2013. Însă Chelsea, a 6-a clasată din campionat (care trebuia să meargă în Europa League ca câștigătoarea a FA Cup 2011–2012), a câștigat Liga Campionilor 2011–2012, și s-a calificat automat în grupele competiției ca deținătoarea titlului, și din cauza restricției de maxim 4 echipe per asociație în Liga Campionilor, Tottenham Hotspur va începe din faza grupelor UEFA Europa League 2012–2013.
- Grecia (GRE): AEK Atena, a 3-a clasată din Superliga Greacă 2011–2012, nu a obținut licență UEFA pentru a participa în UEFA Europa League 2012-13 din cauza problemelor financiare.[11] Drept urmare, Atromitos și PAOK, a 4-a și a 5-a clasată ,respectiv, vor intra în runda play-off a Europa League și a treia rundă de calificare în locul a rundei a treia și a doua de calificare ,respectiv. Totodată Asteras Tripolis, a 6-a clasată în campionat, va lua locul Greciei în  Europa League din a doua rundă de calificare.
- Ungaria (HUN): Győr a finisat a treia în  Nemzeti Bajnokság I, dar ei nu sunt eligibili să participe în Europa League ,deoarece a fost suspendată de la participarea în competițiile UEFA pentru primul sezon(din 3 sezoane) în legătură cu încălcările de acordare a licenței cluburilor.[12] Drept urmare,, Honvéd, a 4-a clasată din campionat, va lua unul din locurile Ungariei în Europa League în prima rundă de calificare.
- Republica Irlanda (IRL): Deoarece Derry City, a 3-a clasată în 2011 League of Ireland, a intrat în proces de lichidare în urmă cu doi ani, fapt care a condus la o interdicție europeană pentru trei ani și, astfel, li s-a refuzat intrarea în  competițiile europene în sezonul 2012-13 de către UEFA, Bohemians, a 5-a clasată în campionat, a obținut locul de calificare de prima rundă a Europa League.[13]
- Scoția (SCO): Deoarece a doua clasată Rangers a fost pedepsită adiministartiv, retrogradată și eventual lichidată,[14] Motherwell, a 3-a clasată în 2011–12 Scottish Premier League, va lua locul Scoției de Champions League în urna non-campionilor în locul intrării în a 3-a rundă de calificare a Europa League, și în consecință Dundee United, a 4-a clasată din campionat, va merge în a 3-a rundă de calificare a Europa League în loc de a 2-a rundă de calificare, și St. Johnstone, a 6-a clasată, va lua locul Scoției de Europa League în a 2-a rundă de calificare (la fel ca a 5-a clasată, Heart of Midlothian, deja calificată pentru Europa League ca câștigătoare a 2011–12 Scottish Cup).
- Turcia (TUR): Beșiktaș, a 4-a clasată în 2011–12 Süper Lig, a fost banată de UEFA pentru sezonul 2012–2013 de Europa League din cauza problemelor financiare.[15] Ca rezultat, Bursaspor, a 5-a clasată din campionat (și finalista 2011–12 Turkish Cup), va intra în Europa League în 3-a rundă de calificare a Europa League în loc de a 2-a rundă de calificare,și Eskișehirspor, a 6-a clasată din campionat, va lua locul Turciei de Europa League în a 2-a rundă de calificare. Bursaspor la fel fu inițial penalizată dar a fost ulterior achitată de TAS Tribunalul de Arbitraj Sportiv.[16]

## Dățile rundelor și a tragerilor la sorți
Toate tragerile la sorți au loc la sediul UEFA de la Nyon, Elveția dacă nu se specifică altceva.
| Faza              | Runda                      | Data tragerii la sorți  | Prima manșa                               | Manșa secundă                             |
| ----------------- | -------------------------- | ----------------------- | ----------------------------------------- | ----------------------------------------- |
| Calificări        | Prima rundă de calificări  | 25 iunie 2012           | 5 iulie 2012                              | 12 iulie 2012                             |
| Calificări        | A doua rundă de calificări | 25 iunie 2012           | 19 iulie 2012                             | 26 iulie 2012                             |
| Calificări        | 20 iulie 2012              | 2 august 2012           | 9 august 2012                             |                                           |
| Play-off          | runda Play-off             | 10 august 2012          | 23 august 2012                            | 30 august 2012                            |
| Faza grupelor     | Etapa a întâia             | 31 august 2012 (Monaco) | 20 septembrie 2012                        | 20 septembrie 2012                        |
| Faza grupelor     | Etapa a 2-a                | 31 august 2012 (Monaco) | 4 octombrie 2012                          | 4 octombrie 2012                          |
| Faza grupelor     | Etapa a 3-a                | 31 august 2012 (Monaco) | 25 octombrie 2012                         | 25 octombrie 2012                         |
| Faza grupelor     | Etapa a 4-a                | 31 august 2012 (Monaco) | 8 noiembrie 2012                          | 8 noiembrie 2012                          |
| Faza grupelor     | Etapa a 5-a                | 31 august 2012 (Monaco) | 22 noiembrie 2012                         | 22 noiembrie 2012                         |
| Faza grupelor     | Etapa a 6-a                | 31 august 2012 (Monaco) | 6 decembrie 2012                          | 6 decembrie 2012                          |
| Faza eliminatorie | Round of 32                | 14 decembrie 2012       | 14 februarie 2013                         | 21 februarie 2013                         |
| Faza eliminatorie | 16-imi de finală           | 14 decembrie 2012       | 7 martie 2013                             | 14 martie 2013                            |
| Faza eliminatorie | Sferturi de finală         | 15 martie 2013          | 4 aprilie 2013                            | 11 aprilie 2013                           |
| Faza eliminatorie | Semifinale                 | 15 martie 2013          | 25 aprilie 2013                           | 2 mai 2013                                |
| Faza eliminatorie | Finala                     | 15 martie 2013          | 15 mai 2013 pe Amsterdam Arena, Amsterdam | 15 mai 2013 pe Amsterdam Arena, Amsterdam |

Meciurile din calificări, play-off, și fazele eliminatorii pot fi jucate marți și miercuri în loc de joi(în mod normal) din cauza conflictelor de programare.

## Tururi preliminare
În rundele de calificare și play-off, echipele sunt repartizate în capi de serie și restul,conform coeficientului său UEFA UEFA club coefficient, și apoi trase la sorți pentru a juca între ele în duble-manșe ,acasă și în depalsare. Echipele din aceeași asociație națională nu pot fi trase la sorți să joace una împotriva alteia.

### Primul tur preliminar
Tragerea la sorți pentru primele două turuti preliminare a avut loc la 25 iunie 2012. Manșa 1 s-a jucat pe 3 și 5 iulie,cea secundă pe 10 și 12 iulie 2012.
| Echipa 1               | Scor gen. | Echipa 2           | Tur | Retur    |
| ---------------------- | --------- | ------------------ | --- | -------- |
| Trans Narva            | 0–71      | Inter Baku         | 0–5 | 0–2      |
| MTK Budapest           | 2–31      | Senica             | 1–1 | 1–2      |
| Tirana                 | 2–0       | Grevenmacher       | 2–0 | 0–0      |
| Torpedo Kutaisi        | 1–2       | Aktobe             | 1–1 | 0–1      |
| Borac Banja Luka       | 3–3 (a)   | Čelik Nikšić       | 2–2 | 1–1      |
| FK Baku                | 0–2       | Mura 05            | 0–0 | 0–2      |
| Elfsborg               | 12–0      | Floriana           | 8–0 | 4–0      |
| Renova                 | 8–0       | Libertas           | 4–0 | 4–0      |
| FC Santa Coloma        | 1–4       | Osijek             | 0–1 | 1–3      |
| Jagodina               | 0–1       | Ordabasy           | 0–1 | 0–0      |
| Differdange 03         | 6–0       | NSÍ Runavík        | 3–0 | 3–0      |
| Crusaders              | 0–41      | Rosenborg          | 0–3 | 0–1      |
| Cefn Druids            | 0–51      | MYPA               | 0–0 | 0–5      |
| Levadia Tallinn        | 2–2 (a)1  | Šiauliai           | 1–0 | 1–2      |
| Bohemians              | 1–5       | Þór Akureyri       | 0–0 | 1–5      |
| Sarajevo               | 9–6       | Hibernians         | 5–2 | 4–4      |
| Twente                 | 9–0       | UE Santa Coloma    | 6–0 | 3–0      |
| Rudar Pljevlja         | 1–2       | Shirak             | 0–1 | 1–1      |
| Flamurtari Vlorë       | 0–3       | Honvéd             | 0–1 | 0–2      |
| Dacia Chișinău         | 2–0       | Celje              | 1–0 | 1–0      |
| Sūduva Marijampolė     | 3–3 (a)   | Daugava            | 0–1 | 3–2      |
| KuPS                   | 3–2       | Llanelli           | 2–1 | 1–1      |
| Cliftonville           | 1–41      | Kalmar FF          | 1–0 | 0–4      |
| Víkingur               | 0–10      | Gomel              | 0–6 | 0–4      |
| FH                     | 3–1       | Eschen/Mauren      | 2–1 | 1–0      |
| Lech Poznań            | 3–1       | Zhetysu            | 2–0 | 1–1      |
| Khazar Lankaran        | 4–2       | Nõmme Kalju        | 2–2 | 2–0      |
| Birkirkara             | 2–2 (a)   | Metalurg Skopje    | 2–2 | 0–0      |
| Pyunik                 | 2–41      | Zeta               | 0–3 | 2–1      |
| Teuta Durrës           | 1–9       | Metalurgi Rustavi  | 0–3 | 1–6      |
| Olimpija Ljubljana     | 6–0       | Jeunesse Esch      | 3–0 | 3–0      |
| EB/Streymur            | 3–3 (a)   | Gandzasar          | 3–1 | 0–2      |
| St. Patrick's Athletic | 2–2 (a)   | ÍBV                | 1–0 | 1–2 d.p. |
| La Fiorita             | 0–61      | Liepājas Metalurgs | 0–2 | 0–4      |
| JJK                    | 4–3       | Stabæk             | 2–0 | 2–3      |
| Bangor City            | 1–21      | Zimbru Chișinău    | 0–0 | 1–2      |
| Shkëndija              | 1–2       | Portadown          | 0–0 | 1–2      |

### Al doilea tur preliminar
Prima manșă s-a jucat pe 19 Iulie, cea de-a doua pe 26 iulie 2012.
| Echipa 1             | Scor gen.   | Echipa 2               | Tur | Retur    |
| -------------------- | ----------- | ---------------------- | --- | -------- |
| Khazar Lankaran      | 1–2         | Lech Poznań            | 1–1 | 0–1      |
| Eskișehirspor        | 3–1         | St. Johnstone          | 2–0 | 1–1      |
| Hajduk Split         | 2–1         | Skonto                 | 2–0 | 0–1      |
| AIK                  | 2–1         | FH                     | 1–1 | 1–0      |
| Renova               | 1–2         | Gomel                  | 0–2 | 1–0      |
| Naftan Novopolotsk   | 6–7         | Steaua Roșie Belgrad   | 3–4 | 3–3      |
| Vojvodina            | 5–1         | Sūduva Marijampolė     | 1–1 | 4–0      |
| JJK                  | 3–3 (a)     | Zeta                   | 3–2 | 0–1      |
| Young Boys           | 1–1 (4–1 p) | Zimbru Chișinău        | 1–0 | 0–1 d.p. |
| Lokomotiv Plovdiv    | 5–7         | Vitesse                | 4–4 | 1–3      |
| Tirana               | 1–6         | Aalesund               | 1–1 | 0–5      |
| Metalurh Donetsk     | 11–2        | Čelik Nikšić           | 7–0 | 4–2      |
| Maccabi Netanya      | 2–2 (a)     | KuPS                   | 1–2 | 1–0      |
| Mladá Boleslav       | 4–0         | Þór Akureyri           | 3–0 | 1–0      |
| Levadia Tallinn      | 1–6         | Anorthosis             | 1–3 | 0–3      |
| Milsami Orhei        | 4–5         | Aktobe                 | 4–2 | 0–3      |
| Slaven Belupo        | 10–2        | Portadown              | 6–0 | 4–2      |
| Servette             | 5–1         | Gandzasar              | 2–0 | 3–1      |
| Twente               | 6–1         | Inter Turku            | 1–1 | 5–0      |
| FK Žalgiris Vilnius  | 2–6         | Admira Wacker Mödling  | 1–1 | 1–5      |
| Osijek               | 1–6         | Kalmar FF              | 1–3 | 0–3      |
| Slovan Bratislava    | 1–1 (a)     | Videoton               | 1–1 | 0–0      |
| Rapid București      | 5–1         | MYPA                   | 3–1 | 2–0      |
| Metalurgi Rustavi    | 1–52        | Viktoria Plzeň         | 1–3 | 0–2      |
| Mura 05              | 1–1 (a)     | CSKA Sofia             | 0–0 | 1–1      |
| FC Inter Baku        | 2–2 (2–4 p) | Asteras Tripolis       | 1–1 | 1–1 d.p. |
| Differdange 03       | 2–42        | Gent                   | 0–1 | 2–3      |
| Anzhi Makhachkala    | 5–0         | Honvéd                 | 1–0 | 4–0      |
| Levski Sofia         | 2–3         | Sarajevo               | 1–0 | 1–3      |
| Liepājas Metalurgs   | 3–7         | Legia Varșovia         | 2–2 | 1–5      |
| FC Șahtior Soligorsk | 1–1 (a)     | Ried                   | 1–1 | 0–0      |
| Bnei Yehuda          | 3–0         | Shirak                 | 2–0 | 1–0      |
| Rosenborg            | 4–3         | Ordabasy               | 2–2 | 2–1      |
| Spartak Trnava       | 4–2         | Sligo Rovers           | 3–1 | 1–1      |
| Dacia Chișinău       | 1–2         | Elfsborg               | 1–0 | 0–2      |
| Široki Brijeg        | 2–3         | St. Patrick's Athletic | 1–1 | 1–2 d.p. |
| APOEL                | 3–0         | Senica                 | 2–0 | 1–0      |
| Ruch Chorzów         | 6–1         | Metalurg Skopje        | 3–1 | 3–0      |
| AGF                  | 2–5         | Dila Gori              | 1–2 | 1–3      |
| Olimpija Ljubljana   | 0–1         | Tromsø                 | 0–0 | 0–1 d.p. |

### Al treilea tur preliminar
Tragerea la sorți pentru a treia rundă de calificari e preconizată pentru 20 iulie 2012. Prima manșă se va juca pe 2 august, iar cea de-a doua pe 9 august 2012.
| Echipa 1               | Scor gen. | Echipa 2         | Tur      | Retur    |
| ---------------------- | --------- | ---------------- | -------- | -------- |
| Videoton               | 1         | Gent             | 2 august | 9 august |
| AIK                    | 2         | Lech Poznań      | 2 august | 9 august |
| Eskișehirspor          | 3         | Marseille        | 2 august | 9 august |
| Steaua Roșie Belgrad   | 4         | Omonia           | 2 august | 9 august |
| Sarajevo               | 5         | Zeta             | 2 august | 9 august |
| Admira Wacker Mödling  | 6         | Sparta Praga     | 2 august | 9 august |
| Kalmar FF              | 7         | Young Boys       | 2 august | 9 august |
| Dundee United          | 8         | Dynamo Moscova   | 2 august | 9 august |
| Arsenal Kiev           | 9         | Mura 05          | 2 august | 9 august |
| KuPS                   | 103       | Bursaspor        | 2 august | 9 august |
| Steaua București       | 11        | Spartak Trnava   | 2 august | 9 august |
| Gomel                  | 12        | Liverpool        | 2 august | 9 august |
| Ried                   | 13        | Legia Varșovia   | 2 august | 9 august |
| St. Patrick's Athletic | 14        | Hannover 96      | 2 august | 9 august |
| Servette               | 15        | Rosenborg        | 2 august | 9 august |
| Athletic Bilbao        | 16        | Slaven Belupo    | 2 august | 9 august |
| Anzhi Makhachkala      | 17        | Vitesse          | 2 august | 9 august |
| Asteras Tripolis       | 18        | Marítimo         | 2 august | 9 august |
| Heerenveen             | 193       | Rapid București  | 2 august | 9 august |
| Ruch Chorzów           | 20        | Viktoria Plzeň   | 2 august | 9 august |
| Horsens                | 21        | Elfsborg         | 2 august | 9 august |
| APOEL                  | 22        | Aalesund         | 2 august | 9 august |
| Hajduk Split           | 233       | Internazionale   | 2 august | 9 august |
| Vojvodina              | 24        | Rapid Viena      | 2 august | 9 august |
| Genk                   | 25        | Aktobe           | 2 august | 9 august |
| Tromsø                 | 26        | Metalurh Donetsk | 2 august | 9 august |
| Twente                 | 27        | Mladá Boleslav   | 2 august | 9 august |
| Bnei Yehuda            | 28        | PAOK             | 2 august | 9 august |
| Dila Gori              | 29        | Anorthosis       | 2 august | 9 august |

## Runda playoff
Tragerea la sorți a avut loc la 10 august 2012. Turul s-a jucat pe 22 și 23 august, iar returul pe 28 și 30 august 2012.
(((Vaslui-Inter: 0-2/2-2/2-4)))
| Echipa 1             | Scor gen.      | Echipa 2              | Tur | Retur    |
| -------------------- | -------------- | --------------------- | --- | -------- |
| Anzhi Makhachkala    | 6–0            | AZ                    | 1–0 | 5–0      |
| Neftchi Baku         | 4–26           | APOEL                 | 1–1 | 3–1      |
| Atromitos            | 1–2            | Newcastle United      | 1–1 | 0–1      |
| Tromsø               | 3–3 (a)        | Partizan              | 3–2 | 0–1      |
| Vaslui               | 5–4            | Internazionale        | 3–2 | 2–2      |
| Heart of Midlothian  | 1–2            | Liverpool             | 0–1 | 1–1      |
| Athletic Bilbao      | 9–3            | HJK                   | 6–0 | 3–3      |
| Marítimo             | 3–0            | Dila Gori             | 1–0 | 2–0      |
| Molde                | 4–1            | Heerenveen            | 2–0 | 2–1      |
| Debrecen             | 1–7            | Club Brugge           | 0–3 | 1–4      |
| Sheriff Tiraspol     | 1–2            | Marseille             | 1–2 | 0–0      |
| Trabzonspor          | 0–0 2–4 d.l.d. | Videoton              | 0–0 | 0–0 d.p. |
| Midtjylland          | 2–3            | Young Boys            | 0–3 | 2–0      |
| Śląsk Wrocław        | 4–10           | Hannover 96           | 3–5 | 1–5      |
| Dinamo București     | 1–4            | Metalist Harkov       | 0–2 | 1–2      |
| Horsens              | 1–6            | Sporting CP           | 1–1 | 0–5      |
| F91 Dudelange        | 1–76           | Hapoel Tel Aviv       | 1–3 | 0–4      |
| Feyenoord            | 2–4            | Sparta Prague         | 2–2 | 0–2      |
| Motherwell           | 0–3            | Levante               | 0–2 | 0–1      |
| Steaua Roșie Belgrad | 2–3            | Bordeaux              | 0–0 | 2–3      |
| Lokeren              | 2–2 (a)        | Viktoria Plzeň        | 2–1 | 0–1      |
| Mura 05              | 1–56           | Lazio                 | 0–2 | 1–3      |
| AIK                  | 2–1            | ȚSKA Moscova          | 0–1 | 2–0      |
| Legia Varșovia       | 2–3            | Rosenborg             | 1–1 | 1–2      |
| Bursaspor            | 4–5            | Twente                | 3–1 | 1–4 d.p. |
| Ekranas              | 0–56           | Steaua București      | 0–2 | 0–3      |
| Slovan Liberec       | 4–6            | Dnipro Dnipropetrovsk | 2–2 | 2–4      |
| Stuttgart            | 3–1            | Dinamo Moscova        | 2–0 | 1–1      |
| PAOK                 | 2–4            | Rapid Viena           | 2–1 | 0–3      |
| Luzern               | 2–3            | Genk                  | 2–1 | 0–2      |
| Zeta                 | 0–14           | PSV Eindhoven         | 0–5 | 0–9      |

Notes
- Nota 6: Ordinea meciurilor a fost inverstă.

## Faza grupelor
Not shown on the map:

 Marítimo (Portugal, based in Madeira)

| culori în faza grupelor              |
| ------------------------------------ |
| Echipele calificate în șaisprezecimi |

### Grupa A
| Echipa          | MJ | V | E | Î | GM | GP | G  | Pct |
| --------------- | -- | - | - | - | -- | -- | -- | --- |
| Liverpool       | 6  | 3 | 1 | 2 | 11 | 9  | +2 | 10  |
| Anji Mahacikala | 6  | 3 | 1 | 2 | 7  | 5  | +2 | 10  |
| Young Boys      | 6  | 3 | 1 | 2 | 14 | 13 | +1 | 10  |
| Udinese         | 6  | 1 | 1 | 4 | 7  | 12 | −5 | 4   |

|                   | ANZ | LIV | UDI | YB  |
| ----------------- | --- | --- | --- | --- |
| Anzhi Makhachkala | —   | 1–0 | 2–0 | 2–0 |
| Liverpool         | 1–0 | —   | 2–3 | 2–2 |
| Udinese           | 1–1 | 0–1 | —   | 2–3 |
| Young Boys        | 3–1 | 3–5 | 3–1 | —   |

### Grupa B
| Echipa          | MJ | V | E | Î | GM | GP | G  | Pct |
| --------------- | -- | - | - | - | -- | -- | -- | --- |
| Plzeň           | 6  | 4 | 1 | 1 | 11 | 4  | +7 | 13  |
| Atlético Madrid | 6  | 4 | 0 | 2 | 7  | 4  | +3 | 12  |
| Académica       | 6  | 1 | 2 | 3 | 6  | 9  | −3 | 5   |
| Hapoel Tel Aviv | 6  | 1 | 1 | 4 | 4  | 11 | −7 | 4   |

|                 | ACA | ATL | HTA | PLZ |
| --------------- | --- | --- | --- | --- |
| Académica       | —   | 2–0 | 1–1 | 1–1 |
| Atlético Madrid | 2–1 | —   | 1–0 | 1–0 |
| Hapoel Tel Aviv | 2–0 | 0–3 | —   | 1–2 |
| Viktoria Plzeň  | 3–1 | 1–0 | 4–0 | —   |

### Grupa C
| Echipa       | MJ | V | E | Î | GM | GP | G  | Pct |
| ------------ | -- | - | - | - | -- | -- | -- | --- |
| Fenerbahçe   | 6  | 4 | 1 | 1 | 10 | 7  | +3 | 13  |
| M'gladbach   | 6  | 3 | 2 | 1 | 11 | 6  | +5 | 11  |
| Marseille    | 6  | 1 | 2 | 3 | 9  | 11 | −2 | 5   |
| AEL Limassol | 6  | 1 | 1 | 4 | 4  | 10 | −6 | 4   |

|                          | AEL | MGB | FEN | OM  |
| ------------------------ | --- | --- | --- | --- |
| AEL Limassol             | —   | 0–0 | 0–1 | 3–0 |
| Borussia Mönchengladbach | 2–0 | —   | 2–4 | 2–0 |
| Fenerbahçe               | 2–0 | 0–3 | —   | 2–2 |
| Marseille                | 5–1 | 2–2 | 0–1 | —   |

### Grupa D
| Echipa      | MJ | V | E | Î | GM | GP | G  | Pct |
| ----------- | -- | - | - | - | -- | -- | -- | --- |
| Bordeaux    | 6  | 4 | 1 | 1 | 10 | 5  | +5 | 13  |
| Newcastle   | 6  | 2 | 3 | 1 | 7  | 5  | +2 | 9   |
| Marítimo    | 6  | 1 | 3 | 2 | 4  | 6  | −2 | 6   |
| Club Brugge | 6  | 1 | 1 | 4 | 6  | 11 | −5 | 4   |

|                  | BOR | BRU | MTM | NEW |
| ---------------- | --- | --- | --- | --- |
| Bordeaux         | —   | 4–0 | 1–0 | 2–0 |
| Club Brugge      | 1–2 | —   | 2–0 | 2–2 |
| Marítimo         | 1–1 | 2–1 | —   | 0–0 |
| Newcastle United | 3–0 | 1–0 | 1–1 | —   |

### Grupa E
| Echipa           | MJ | V | E | Î | GM | GP | G  | Pct |
| ---------------- | -- | - | - | - | -- | -- | -- | --- |
| Steaua București | 6  | 3 | 2 | 1 | 9  | 9  | 0  | 11  |
| Stuttgart        | 6  | 2 | 2 | 2 | 9  | 6  | +3 | 8   |
| Copenhaga        | 6  | 2 | 2 | 2 | 5  | 6  | −1 | 8   |
| Molde            | 6  | 2 | 0 | 4 | 6  | 8  | −2 | 6   |

|                  | COP | MOL | STE | STU |
| ---------------- | --- | --- | --- | --- |
| Copenhagen       | —   | 2–1 | 1–1 | 0–2 |
| Molde            | 1–2 | —   | 1–2 | 2–0 |
| Steaua București | 1–0 | 2–0 | —   | 1–5 |
| Stuttgart        | 0–0 | 0–1 | 2–2 | —   |

### Grupa F
| Echipa    | MJ | V | E | Î | GM | GP | G  | Pct |
| --------- | -- | - | - | - | -- | -- | -- | --- |
| Dnipro    | 6  | 5 | 0 | 1 | 16 | 8  | +8 | 15  |
| Napoli    | 6  | 3 | 0 | 3 | 12 | 12 | 0  | 9   |
| PSV       | 6  | 2 | 1 | 3 | 8  | 7  | +1 | 7   |
| AIK Solna | 6  | 1 | 1 | 4 | 5  | 14 | −9 | 4   |

|                       | AIK | DNI | NAP | PSV |
| --------------------- | --- | --- | --- | --- |
| AIK                   | —   | 2–3 | 1–2 | 1–0 |
| Dnipro Dnipropetrovsk | 4–0 | —   | 3–1 | 2–0 |
| Napoli                | 4–0 | 4–2 | —   | 1–3 |
| PSV Eindhoven         | 1–1 | 1–2 | 3–0 | —   |

### Grupa G
| Echipa       | MJ | V | E | Î | GM | GP | G  | Pct |
| ------------ | -- | - | - | - | -- | -- | -- | --- |
| Genk         | 6  | 3 | 3 | 0 | 9  | 4  | +5 | 12  |
| Basel        | 6  | 2 | 3 | 1 | 7  | 4  | +3 | 9   |
| MOL Fehérvár | 6  | 2 | 0 | 4 | 6  | 8  | −2 | 6   |
| Sporting     | 6  | 1 | 2 | 3 | 4  | 10 | −6 | 5   |

|             | BSL | GNK | SPO | VID |
| ----------- | --- | --- | --- | --- |
| Basel       | —   | 2–2 | 3–0 | 1–0 |
| Genk        | 0–0 | —   | 2–1 | 3–0 |
| Sporting CP | 0–0 | 1–1 | —   | 2–1 |
| Videoton    | 2–1 | 0–1 | 3–0 | —   |

### Grupa H
| Echipa       | MJ | V | E | Î | GM | GP | G  | Pct |
| ------------ | -- | - | - | - | -- | -- | -- | --- |
| Rubin Kazan  | 6  | 4 | 2 | 0 | 10 | 3  | +7 | 14  |
| Inter Milano | 6  | 3 | 2 | 1 | 11 | 9  | +2 | 11  |
| Partizan     | 6  | 0 | 3 | 3 | 3  | 8  | −5 | 3   |
| Neftçi Baku  | 6  | 0 | 3 | 3 | 4  | 8  | −4 | 3   |

|                | INT | NEF | PAR | RUB |
| -------------- | --- | --- | --- | --- |
| Internazionale | —   | 2–2 | 1–0 | 2–2 |
| Neftchi Baku   | 1–3 | —   | 1–1 | 0–1 |
| Partizan       | 1–3 | 0–0 | —   | 1–1 |
| Rubin Kazan    | 3–0 | 1–0 | 2–0 | —   |

### Grupa I
| Echipa               | MJ | V | E | Î | GM | GP | G  | Pct |
| -------------------- | -- | - | - | - | -- | -- | -- | --- |
| Lyon                 | 6  | 5 | 1 | 0 | 14 | 8  | +6 | 16  |
| Sparta Praga         | 6  | 2 | 3 | 1 | 9  | 6  | +3 | 9   |
| Athletic Bilbao      | 6  | 1 | 2 | 3 | 7  | 9  | −2 | 5   |
| Ironi R. HaSharon⁠(d) | 6  | 0 | 2 | 4 | 6  | 13 | −7 | 2   |

|                     | ATH | IKS | OL  | SPR |
| ------------------- | --- | --- | --- | --- |
| Athletic Bilbao     | —   | 1–1 | 2–3 | 0–0 |
| Ironi Kiryat Shmona | 0–2 | —   | 3–4 | 1–1 |
| Lyon                | 2–1 | 2–0 | —   | 2–1 |
| Sparta Prague       | 3–1 | 3–1 | 1–1 | —   |

### Grupa J
| Echipa        | MJ | V | E | Î | GM | GP | G  | Pct |
| ------------- | -- | - | - | - | -- | -- | -- | --- |
| Lazio         | 6  | 3 | 3 | 0 | 9  | 2  | +7 | 12  |
| Tottenham     | 6  | 2 | 4 | 0 | 8  | 4  | +4 | 10  |
| Panathinaikos | 6  | 1 | 2 | 3 | 4  | 11 | −7 | 5   |
| Maribor       | 6  | 1 | 1 | 4 | 6  | 10 | −4 | 4   |

|                   | LAZ | MRB | PAN | TOT |
| ----------------- | --- | --- | --- | --- |
| Lazio             | —   | 1–0 | 3–0 | 0–0 |
| Maribor           | 1–4 | —   | 3–0 | 1–1 |
| Panathinaikos     | 1–1 | 1–0 | —   | 1–1 |
| Tottenham Hotspur | 0–0 | 3–1 | 3–1 | —   |

### Grupa K
| Echipa          | MJ | V | E | Î | GM | GP | G   | Pct |
| --------------- | -- | - | - | - | -- | -- | --- | --- |
| Metalist Harkov | 6  | 4 | 1 | 1 | 9  | 3  | +6  | 13  |
| Leverkusen      | 6  | 4 | 1 | 1 | 9  | 2  | +7  | 13  |
| Rosenborg       | 6  | 2 | 0 | 4 | 7  | 10 | −3  | 6   |
| Rapid Viena     | 6  | 1 | 0 | 5 | 4  | 14 | −10 | 3   |

|                  | BAY | MET | RAP | ROS |
| ---------------- | --- | --- | --- | --- |
| Bayer Leverkusen | —   | 0–0 | 3–0 | 1–0 |
| Metalist Kharkiv | 2–0 | —   | 2–0 | 3–1 |
| Rapid Viena      | 0–4 | 1–0 | —   | 1–2 |
| Rosenborg        | 0–1 | 1–2 | 3–2 | —   |

### Grupa L
| Echipa       | MJ | V | E | Î | GM | GP | G  | Pct |
| ------------ | -- | - | - | - | -- | -- | -- | --- |
| Hannover 96  | 6  | 3 | 3 | 0 | 11 | 8  | +3 | 12  |
| Levante      | 6  | 3 | 2 | 1 | 10 | 5  | +5 | 11  |
| Helsingborgs | 6  | 1 | 1 | 4 | 9  | 12 | −3 | 4   |
| Twente       | 6  | 0 | 4 | 2 | 5  | 10 | −5 | 4   |

|             | HAN | HEL | LEV | TWE |
| ----------- | --- | --- | --- | --- |
| Hannover 96 | —   | 3–2 | 2–1 | 0–0 |
| Helsingborg | 1–2 | —   | 1–3 | 2–2 |
| Levante     | 2–2 | 1–0 | —   | 3–0 |
| Twente      | 2–2 | 1–3 | 0–0 | —   |

## Faza eliminatorie
În faza eliminatorie, cluburile au jucat în sistem tur-retur, acasă și în deplasare, cu excepția finalei care s-a jucat într-o singură manșă. În tragerea la sorți pentru șaisprezecimi, cele douăsprezece câștigătorare ale grupelor și cele mai bine clasate patru echipe de pe locul trei din faza grupelor Ligii Campionilor au fost alese cap de serie. Echipele ce nu au fost alese cap de serie au găzduit meciul tur. Echipe ce au jucat în aceeași grupă sau fac parte din aceeași federație nu au putut juca una împotriva alteia în șaisprezecimi.

### Tablou
| Șaisprezecimi           | Șaisprezecimi | Șaisprezecimi | Șaisprezecimi |  |                      | Optimi                | Optimi | Optimi | Optimi |  |  | Sferturi          | Sferturi | Sferturi | Sferturi |  |  | SemiFinalae | SemiFinalae | SemiFinalae | SemiFinalae |  |  | Finala  | Finala |
|                         |               |               |               |  |                      |                       |        |        |        |  |  |                   |          |          |          |  |  |             |             |             |             |  |  |         |        |
| Napoli                  | 0             | 0             | 0             |  |                      |                       |        |        |        |  |  |                   |          |          |          |  |  |             |             |             |             |  |  |         |        |
| Viktoria Plzeň          | 3             | 2             | 5             |  |                      | Viktoria Plzeň        | 0      | 1      | 1      |  |  |                   |          |          |          |  |  |             |             |             |             |  |  |         |        |
| BATE Borisov            | 0             | 0             | 0             |  | Fenerbahçe           | 1                     | 1      | 2      |        |  |  |                   |          |          |          |  |  |             |             |             |             |  |  |         |        |
| Fenerbahçe              | 0             | 1             | 1             |  |                      |                       |        |        |        |  |  | Fenerbahçe        | 2        | 1        | 3        |  |  |             |             |             |             |  |  |         |        |
| Stuttgart               | 1             | 2             | 3             |  |                      |                       |        |        |        |  |  | Lazio             | 0        | 1        | 1        |  |  |             |             |             |             |  |  |         |        |
| Genk                    | 1             | 0             | 1             |  |                      | Stuttgart             | 0      | 1      | 1      |  |  |                   |          |          |          |  |  |             |             |             |             |  |  |         |        |
| B. Mönchengladbach      | 3             | 0             | 3             |  | Lazio                | 2                     | 3      | 5      |        |  |  |                   |          |          |          |  |  |             |             |             |             |  |  |         |        |
| Lazio                   | 3             | 2             | 5             |  |                      |                       |        |        |        |  |  |                   |          |          |          |  |  | Fenerbahçe  | 1           | 1           | 2           |  |  |         |        |
| Bayer Leverkusen        | 0             | 1             | 1             |  |                      |                       |        |        |        |  |  |                   |          |          |          |  |  | Benfica     | 0           | 3           | 3           |  |  |         |        |
| Benfica                 | 1             | 2             | 3             |  |                      | Benfica               | 1      | 3      | 4      |  |  |                   |          |          |          |  |  |             |             |             |             |  |  |         |        |
| Dynamo Kyiv             | 1             | 0             | 1             |  | Bordeaux             | 0                     | 2      | 2      |        |  |  |                   |          |          |          |  |  |             |             |             |             |  |  |         |        |
| Bordeaux                | 1             | 1             | 2             |  |                      |                       |        |        |        |  |  | Benfica           | 3        | 1        | 4        |  |  |             |             |             |             |  |  |         |        |
| Anzhi Makhachkala       | 3             | 1             | 4             |  |                      |                       |        |        |        |  |  | Newcastle United  | 1        | 1        | 2        |  |  |             |             |             |             |  |  |         |        |
| Hannover 96             | 1             | 1             | 2             |  |                      | Anzhi Makhachkala     | 0      | 0      | 0      |  |  |                   |          |          |          |  |  |             |             |             |             |  |  |         |        |
| Newcastle United        | 0             | 1             | 1             |  | Newcastle United     | 0                     | 1      | 1      |        |  |  |                   |          |          |          |  |  |             |             |             |             |  |  |         |        |
| Metalist Kharkiv        | 0             | 0             | 0             |  |                      |                       |        |        |        |  |  |                   |          |          |          |  |  |             |             |             |             |  |  | Benfica | 1      |
| Tottenham Hotspur       | 2             | 1             | 3             |  |                      |                       |        |        |        |  |  |                   |          |          |          |  |  |             |             |             |             |  |  | Chelsea | 2      |
| Lyon                    | 1             | 1             | 2             |  |                      | Tottenham H. d.p. (a) | 3      | 1      | 4      |  |  |                   |          |          |          |  |  |             |             |             |             |  |  |         |        |
| Internazionale          | 2             | 3             | 5             |  | Internazionale       | 0                     | 4      | 4      |        |  |  |                   |          |          |          |  |  |             |             |             |             |  |  |         |        |
| CFR Cluj                | 0             | 0             | 0             |  |                      |                       |        |        |        |  |  | Tottenham Hotspur | 2        | 2        | 4(1)     |  |  |             |             |             |             |  |  |         |        |
| Basel                   | 2             | 1             | 3             |  |                      |                       |        |        |        |  |  | Basel d.l.d.      | 2        | 2        | 4(4)     |  |  |             |             |             |             |  |  |         |        |
| Dnipro Dnipropetrovsk   | 0             | 1             | 1             |  |                      | Basel                 | 2      | 0      | 2      |  |  |                   |          |          |          |  |  |             |             |             |             |  |  |         |        |
| Zenit St. P'burg (a)    | 2             | 1             | 3             |  | Zenit St. Petersburg | 0                     | 1      | 1      |        |  |  |                   |          |          |          |  |  |             |             |             |             |  |  |         |        |
| Liverpool               | 0             | 3             | 3             |  |                      |                       |        |        |        |  |  |                   |          |          |          |  |  | Basel       | 1           | 1           | 2           |  |  |         |        |
| Ajax                    | 2             | 0             | 2(2)          |  |                      |                       |        |        |        |  |  |                   |          |          |          |  |  | Chelsea     | 2           | 3           | 5           |  |  |         |        |
| Steaua București d.l.d. | 0             | 2             | 2(4)          |  |                      | Steaua București      | 1      | 1      | 2      |  |  |                   |          |          |          |  |  |             |             |             |             |  |  |         |        |
| Sparta Praga            | 0             | 1             | 1             |  | Chelsea              | 0                     | 3      | 3      |        |  |  |                   |          |          |          |  |  |             |             |             |             |  |  |         |        |
| Chelsea                 | 1             | 1             | 2             |  |                      |                       |        |        |        |  |  | Chelsea           | 3        | 2        | 5        |  |  |             |             |             |             |  |  |         |        |
| Levante                 | 3             | 1             | 4             |  |                      |                       |        |        |        |  |  | Rubin Kazan       | 1        | 3        | 4        |  |  |             |             |             |             |  |  |         |        |
| Olympiacos              | 0             | 0             | 0             |  |                      | Levante               | 0      | 0      | 0      |  |  |                   |          |          |          |  |  |             |             |             |             |  |  |         |        |
| Atlético Madrid         | 0             | 1             | 1             |  | Rubin Kazan d.p.     | 0                     | 2      | 2      |        |  |  |                   |          |          |          |  |  |             |             |             |             |  |  |         |        |
| Rubin Kazan             | 2             | 0             | 2             |  |                      |                       |        |        |        |  |  |                   |          |          |          |  |  |             |             |             |             |  |  |         |        |

### Șaisprezecimi
Tragerea la sorți pentru șaisprezecimi și optimi a avut loc la 20 decembrie 2012. Turul s-a jucat pe 14 februarie, iar returul pe 21 februarie 2013.
| Echipa #1                | Total          | Echipa #2             | Tur | Retur    |
| ------------------------ | -------------- | --------------------- | --- | -------- |
| BATE Borisov             | 0–1            | Fenerbahçe            | 0–0 | 0–1      |
| Internazionale           | 5–0            | CFR Cluj              | 2–0 | 3–0      |
| Levante                  | 4–0            | Olympiacos            | 3–0 | 1–0      |
| Zenit St. Petersburg     | 3–3 (a)        | Liverpool             | 2–0 | 1–3      |
| Dynamo Kyiv              | 1–2            | Bordeaux              | 1–1 | 0–1      |
| Bayer Leverkusen         | 1–3            | Benfica               | 0–1 | 1–2      |
| Newcastle United         | 1–0            | Metalist Kharkiv      | 0–0 | 1–0      |
| Stuttgart                | 3–1            | Genk                  | 1–1 | 2–0      |
| Atlético Madrid          | 1–2            | Rubin Kazan           | 0–2 | 1–0      |
| Ajax                     | 2–2 2–4 d.l.d. | Steaua București      | 2–0 | 0–2 d.p. |
| Basel                    | 3–1            | Dnipro Dnipropetrovsk | 2–0 | 1–1      |
| Anzhi Makhachkala        | 4–2            | Hannover 96           | 3–1 | 1–1      |
| Sparta Praga             | 1–2            | Chelsea               | 0–1 | 1–1      |
| Borussia Mönchengladbach | 3–5            | Lazio                 | 3–3 | 0–2      |
| Tottenham Hotspur        | 3–2            | Lyon                  | 2–1 | 1–1      |
| Napoli                   | 0–5            | Viktoria Plzeň        | 0–3 | 0–2      |

### Optimi
Turul s-a jucat pe 7 martie, iar returul pe 14 martie 2013.
| Echipa #1         | Total   | Echipa #2            | Tur | Retur    |
| ----------------- | ------- | -------------------- | --- | -------- |
| Viktoria Plzeň    | 1–2     | Fenerbahçe           | 0–1 | 1–1      |
| Benfica           | 4–2     | Bordeaux             | 1–0 | 3–2      |
| Anzhi Makhachkala | 0–1     | Newcastle United     | 0–0 | 0–1      |
| Stuttgart         | 1–5     | Lazio                | 0–2 | 1–3      |
| Tottenham Hotspur | 4–4 (a) | Internazionale       | 3–0 | 1–4 d.p. |
| Levante           | 0–2     | Rubin Kazan          | 0–0 | 0–2 d.p. |
| Basel             | 2–1     | Zenit St. Petersburg | 2–0 | 0–1      |
| Steaua București  | 2–3     | Chelsea              | 1–0 | 1–3      |

### Sferturi
Tragerea la sorți pentru sferturi a avut loc la 15 martie 2013. Turul s-a jucat pe 4 aprilie, iar returul pe 11 aprilie 2013.
| Echipa #1         | Total          | Echipa #2        | Tur | Retur    |
| ----------------- | -------------- | ---------------- | --- | -------- |
| Chelsea           | 5–4            | Rubin Kazan      | 3–1 | 2–3      |
| Tottenham Hotspur | 4–4 1–4 d.l.d. | Basel            | 2–2 | 2–2 d.p. |
| Fenerbahçe        | 3–1            | Lazio            | 2–0 | 1–1      |
| Benfica           | 4–2            | Newcastle United | 3–1 | 1–1      |

### Semifinale
Tragerea la sorți pentru semifinale a avut loc la 12 aprilie 2013. Turul s-a jucat pe 25 aprilie, iar returul pe 2 mai 2013.
| Echipa #1  | Total | Echipa #2 | Tur | Retur |
| ---------- | ----- | --------- | --- | ----- |
| Fenerbahçe | 2–3   | Benfica   | 1–0 | 1–3   |
| Basel      | 2–5   | Chelsea   | 1–2 | 1–3   |

### Finala
Finala s-a jucat pe 15 mai 2013 pe Amsterdam Arena din Amsterdam, Olanda.
| Benfica            | 1–2    | Chelsea                   |
| ------------------ | ------ | ------------------------- |
| Cardozo 68' (pen.) | Report | Torres 60' Ivanović 90+3' |

| Câștigătoarea UEFA Europa League 2012–13 |
| ---------------------------------------- |
| Anglia                                   |
| Chelsea FC Primul Titlu                  |